# COLIN`S
COLIN'S — турецька компанія, що спеціалізується на виробництві джинсів та повсякденного одягу для чоловіків і жінок. Заснована братами Ероглу у 1983 році в Стамбулі (Туреччина).

## Історія
Засновниками COLIN'S є брати Ероглу, які на чолі з Нуреттін Ероглу почали свою трудову діяльність в 1974-76 рр. в ательє, займаючись пошиттям одягу на замовлення для різних торгових марок.
У 1983 році починається виготовлення власної продукції в маленькому ательє з шести швейних машинок.
У 1986 році відкрився магазин в Стамбулі, в районі Мерджан, де почалась роздрібна та оптова торгівля куртками і пальто.
З початку маркетингової діяльності і появою необхідності створення власного бренду в 1987 році була зареєстрована торговельна марка KULIS , яка займалась виробництвом штанів, сорочок і курток.
У 1991 році з метою задовольнити зростаючі потреби ринку відкрилося ще 4 ательє із загальною продуктивністю 1500 одиниць на день. Кількість працівників зросла до 200 осіб.
У 1992 році для задоволення зростаючого попиту компанією було прийнято рішення вийти на міжнародний рівень. Бренд KULIS був перейменований на COLIN'S.
У 1994 році компанія почала експортувати свою продукцію в Росію і країни СНД.
У 1997 році до структури компанії увійшла торговельна марка LOFT. Була змінена організаційна схема і структура управління компанії, а також започатковано використання прогресивних методів в управлінні персоналом.
У 1999 році в районі Есеньюрт відкрилась нова фабрика для виробництва виробів з тканини загальною площею 35 000 кв. м. Також в 1999 році був відкритий перший магазин COLIN'S в Україні, біля Палацу Спорту, на вул. Червоноармійській.
У 2005 році компанія отримала сертифікат TURQUALITY, який є єдиною у світі державною програмою з підтримки створення бренду.
У 2006 році був створений Ероглу холдинг. Продуктивність компанії суттєво зросла, оскільки була відкрита нова фабрика в Єгипті з кількістю співробітників 2200 чоловік.
У 2007 році почався процес організаційного розвитку в галузі логістики,, закупівель, дизайну і роздрібної торгівлі.
У 2008 році компанія вже мала 28 000 кв. м. торговельних площ.
У 2009 році був змінений логотип COLIN'S і проведена реорганізація компанії. Незважаючи на економічну кризу в Туреччині, розвиток компанії склав більше 39%.
У 2012 році компанія подовжує сертифікат TURQUALITY.
У 2013 році компанія відсвяткувала тридцятиріччя існування бренду.
На тлі триваючого конфлікту, спричиненого російським вторгненням в Україну, Colin's продовжує здійснювати онлайн-продажі в Росії. 

## Сьогодення компанії
Сьогодні COLIN'S - це 65.000 кв. м. виробничих площ, 1.200.000 одиниць продукції в місяць, близько 8 тисяч співробітників, передові технології і дизайн, сучасне швейне, розкрійне, текстильне і обробне устаткування фірм BROTHER, PFAFF, JUKI.
COLIN`S — повний цикл від виробництва джинсової тканини, розробки пошиття моделей на власних фабриках, до продажу готової продукції в мережі монобрендових магазинів. У виготовленні джинсових виробів застосовуються найсучасніші технології обробки та варіння. У виробництві одягу COLIN`S використовуються тільки екологічно чисті матеріали.
Компанія представлена в Росії, Україні, Франції, США, Канаді, Німеччині, Іспанії, Австрії, Ізраїлі, Бельгії, Норвегії, Голландії та інших країнах світу. 
Сьогодні COLIN'S пропонує покупцям не тільки широкий асортимент джинсового одягу (штани, джинсові куртки, сорочки,  жилети, спідниці, сарафани, шорти, комбінезони), але і вироби з бавовняного і вовняного трикотажу (топи, футболки, толстовки, светри), а також верхній чоловічий і жіночий одяг (жакети, куртки). Поряд з класикою джинсового стилю в колекції COLIN'S є і моделі авангардного напрямку яскравих кольорів і відтінків. Моделі джинсів COLIN'S мають найрізноманітніші фасони: завищена і занижена талія, кльош від стегна і від коліна, прямі, які щільно облягають або прямі вільні, завужені до низу і багато інших.
Власники таких світових брендів, як LEVI'S, DOLCE & GABBANA, BIG STAR, CALVIN KLEIN, GAP, NEXT, RIFLE і інші, розміщують замовлення на пошиття своїх колекцій на підприємствах COLIN'S.
Усі магазини фірми COLIN'S оформлені в стилі мінімалізму: білі стіни, яскраво освітлені приміщення, скло, метал. Особливу увагу компанія приділяє кваліфікації обслуговувального персоналу. Налагоджує навчання співробітників за кордоном, планує участь в міжнародних виставках моди.